# Hình ảnh bản thân
Hình ảnh bản thân là hình ảnh tinh thần, nói chung thuộc loại khá khó thay đổi, nó mô tả không chỉ các chi tiết có thể có sẵn để người khác điều tra khách quan (chiều cao, cân nặng, màu tóc, v.v.), mà còn mô tả các chi tiết có được mọi người học hỏi về bản thân họ, từ kinh nghiệm cá nhân hoặc bằng cách tiếp thu các đánh giá của người khác.
Hình ảnh bản thân có thể bao gồm bốn loại:
1. Hình ảnh bản thân là kết quả của cách một cá nhân nhìn nhận bản thân.
2. Hình ảnh bản thân là kết quả của cách người khác nhìn nhận cá nhân đó.
3. Hình ảnh bản thân là kết quả của cách cá nhân cảm nhận những người khác nhìn thấy họ.
4. Hình ảnh bản thân là kết quả của cách cá nhân nhận thức mà cá nhân nhìn thấy chính mình.

Bốn loại này có thể là đại diện chính xác của con người hoặc không. Tất cả, một số hoặc không có hình ảnh nào trong số chúng có thể là đúng.
Một thuật ngữ kỹ thuật hơn cho hình ảnh bản thân thường được các nhà tâm lý học xã hội và nhận thức sử dụng là lược đồ bản thân. Giống như bất kỳ lược đồ nào, các lược đồ tự lưu trữ thông tin và ảnh hưởng đến cách chúng ta suy nghĩ và ghi nhớ. Ví dụ, nghiên cứu chỉ ra rằng thông tin đề cập đến bản thân được ưu tiên mã hóa và nhớ lại trong các bài kiểm tra trí nhớ, một hiện tượng được gọi là " mã hóa tự tham chiếu ". Các lược đồ về bản thân cũng được coi là những đặc điểm mà mọi người sử dụng để xác định bản thân, chúng rút ra thông tin về bản thân thành một lược đồ mạch lạc.